# Mangrove
Mangrove, vegetacija drvenastih biljaka, drveća i grmova, prilagođenih životu u močvarnim i riječnim uščima međuplimnih zona duž morskih obala. Predstavnici pravih mangrova pripadaju u nekoliko porodica, to su Avicenniaceae, Rhizophoraceae, Lythraceae, Combretaceae i još neke. Šume mangrova važne su za čovjeka (kao zaštita od poplava), kao i stanište za brojne životinjske vrste, posebno za ptice i ribe.
Ime je složeno od port. mangue ili španj. mangle i engl. grove: gaj, lug.

## Popis vrsta pravih mangrova
1. Nypa fruticans, mangrova palma
2. Avicennia alba
3. Avicennia balanophora
4. Avicennia bicolor
5. Avicennia integra
6. Avicennia marina, sive mangrove
7. Avicennia officinalis, indijske mangrove
8. Avicennia germinans, crne mangrove
9. Avicennia schaueriana
10. Avicennia tonduzii
11. Laguncularia racemosa, bijele mangrove
12. Lumnitzera racemosa
13. Lumnitzera littorea
14. Bruguiera cylindrica
15. Bruguiera exaristata
16. Bruguiera gymnorhiza
17. Bruguiera hainesii
18. Bruguiera parviflora
19. Bruguiera sexangula
20. Ceriops australis, žute mangrove
21. Ceriops tagal
22. Kandelia candel
23. Kandelia obovata
24. Rhizophora apiculata
25. Rhizophora harrisonii
26. Rhizophora mangle, crvene mangrove
27. Rhizophora mucronata, Azijske mangrove
28. Rhizophora racemosa
29. Rhizophora samoensis, Samoanske mangrove
30. Rhizophora stylosa, pjegave mangrove,
31. Rhizophora ×lamarckii
32. Sonneratia alba
33. Sonneratia apetala
34. Sonneratia caseolaris
35. Sonneratia ovata
36. Sonneratia griffithii
37. Excoecaria agallocha
38. Pemphis acidula
39. Camptostemon schultzii, kapok mangrove
40. Camptostemon philippinense
41. Xylocarpus granatum
42. Xylocarpus moluccensis
43. Osbornia octodonta
44. Pelliciera rhizophorae
45. Aegialitis annulata
46. Aegialitis rotundifolia
47. Aegiceras corniculatum, crne mangrove, riječne mangrove ili khalsi
48. Aegiceras floridum
49. Acrostichum aureum, zlatna kožna paprat, močvarna paprat, ili mangrova paprat
50. Acrostichum speciosum
51. Scyphiphora hydrophylacea